# Benigno Quezada Naranjo
Benigno Quezada Naranjo (Peribán de Ramos, Michoacán de Ocampo; 18 de junio de 1962) Es un político mexicano, miembro del Partido Acción Nacional, ha sido Diputado al Congreso de Michoacán.
Benigno Quezada Naranjo, fue Tesorero del Ayuntamiento de Peribán, Michoacán de 1996 a 1998 y de 1999 a 2001 fue elegido Presidente Municipal del mismo Peribán. Quezada Naranjo, fue dirigente del Comité Directivo Estatal del Partido de Acción Nacional en Michoacán 2002 al 2005. Como diputado local 2005 al 2007 logró el importante avance del empate de las elecciones concurrentes. Asimismo, ha sido consejero estatal y nacional por más de una década.
Anunció públicamente su intención de buscar la candidatura de su partido a Gobernador de Michoacán en las Elecciones de 2007 el 19 de mayo por lo que solicitó licencia a su cargo de Diputado. sin embargo, el 6 de julio anunció formalmente su decisión de no competir por la candidatura, sumándose a su contrincante Salvador López Orduña. López Orduña lo nombró como coordinador de su campaña.
Compitió por el distrito 12 del estado de Michoacán a la diputación federal por la vía de representación proporcional. Actualmente, forma parte de la LXI Legislatura del Congreso de la Unión 2009 tal 2012, es secretario de la comisión de Reforma Agraria, así como integrante de las comisiones de Marina y de la Población, Fronteras y Asuntos Migratorios.